# Johanna von Puttkamer
Johanna Friederike Charlotte Dorothea Eleonore, princesa de Bismarck, duquesa de Lauenburg (11 de abril de 1824, Pomeraria, Prusia - Ibídem, 27 de noviembre de 1894) fue una mujer noble prusiana y la esposa del primer canciller de Alemania, Otto von Bismarck.

## Biografía

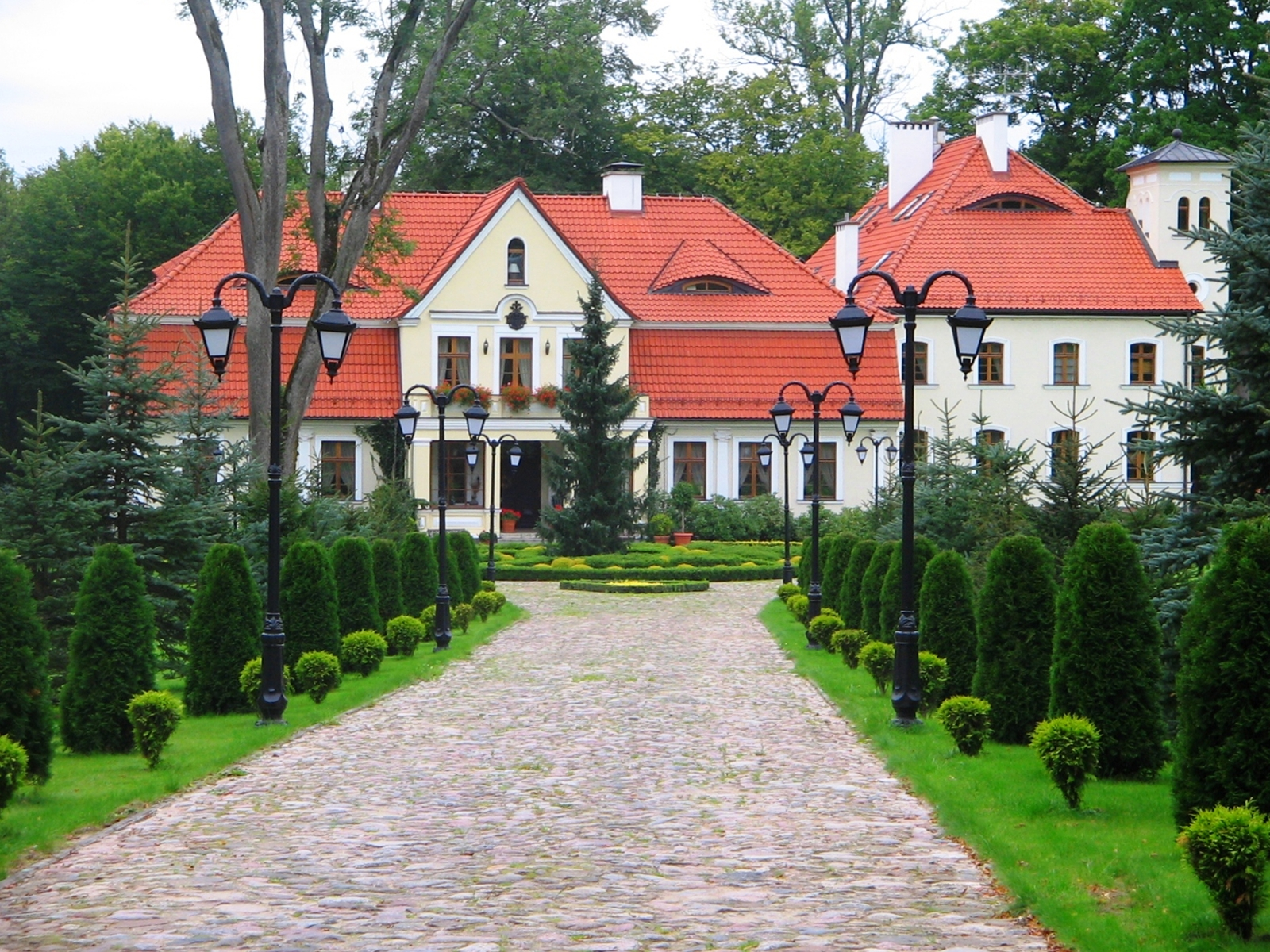
Palacio de Reinfeld, finca de la familia Puttkamer donde Johanna se crio.

Ella nació en el señorío Viartlum cerca de Rummelsburg en la prusiana provincia de Pomerania (actual Wiatrołom, Polonia), hija de Heinrich von Puttkamer (1789-1871) y su esposa Luitgarde Agnese von Glasenapp (1799-1863). Sus antepasados de la familia noble de Puttkamer, mencionados por primera vez en el siglo XIII, pertenecían a las dinastías Uradel de la Pomerania Lejana y eran conocidos por su devoto pietismo. Johanna creció en la vecina Reinfeld (Barnowiec), en las fincas que su padre adquirió poco después de su nacimiento. 
Johanna conoció a Otto von Bismarck, entonces dueño de la mansión Kniephof (Konarzewo), en 1844. El junker prusiano se había asociado con círculos pietistas de Pomerania alrededor de Adolf von Thadden-Trieglaff, principalmente porque se había enamorado desesperadamente de la hija de Thadden, Marie. La joven agradeció sus insinuaciones, sin embargo, como ya estaba comprometida con el amigo de la escuela de Bismarck, Moritz von Blanckenburg, le presentó a su amiga Johanna von Puttkamer en su ceremonia de boda. Sin embargo, hasta que la pareja casada llevó a Otto y Johanna a un viaje a las montañas de Harz en 1846, los dos parecían estar más cerca el uno del otro. La repentina muerte de Marie por meningitis en noviembre de 1846 cambió la balanza y Bismarck finalmente le pidió a Heinrich von Puttkamer la mano de su hija. 

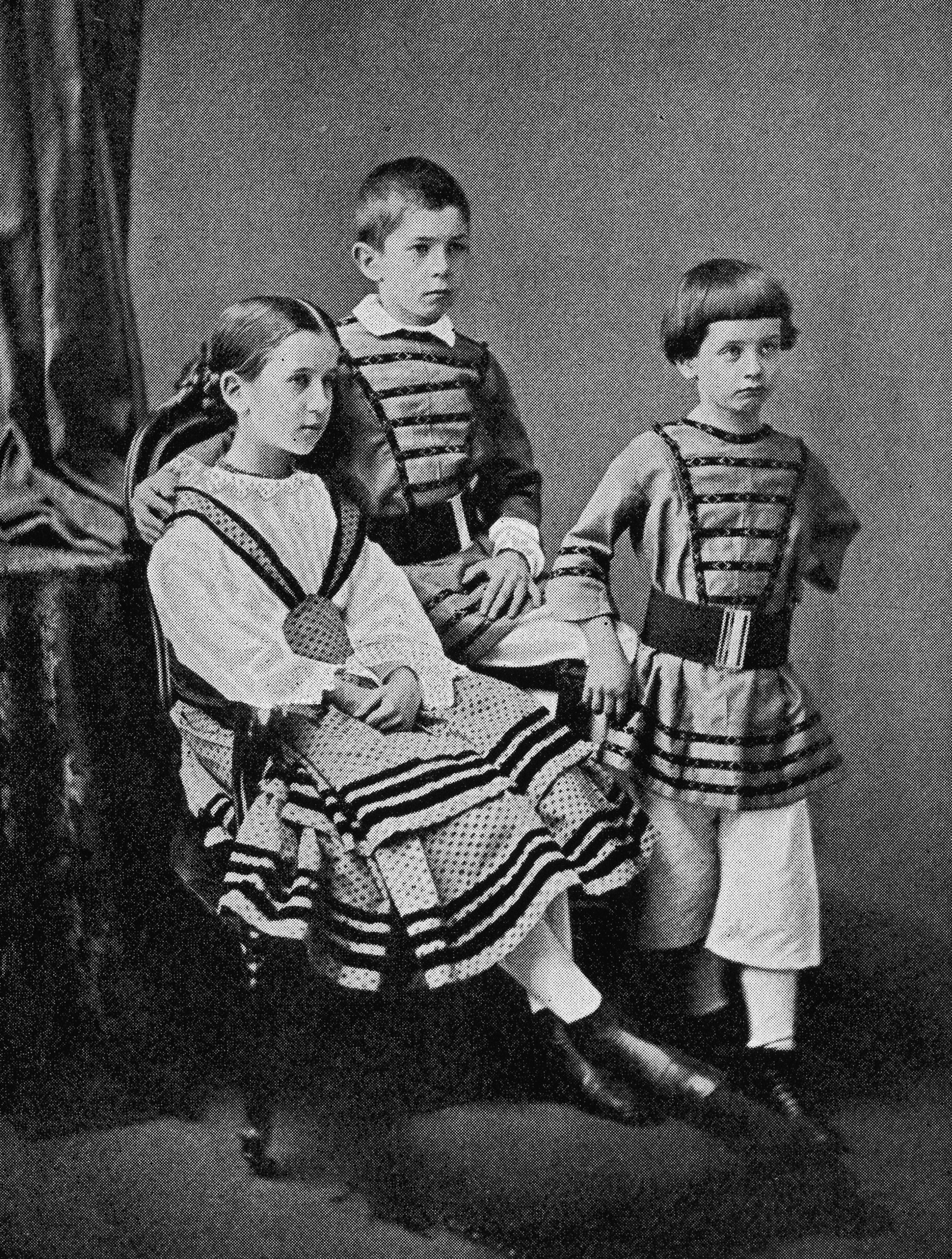
Marie, Herbert y Wilhelm von Bismarck, c. 1855.

El 28 de julio de 1847, Johanna se casó con Otto von Bismarck en la iglesia parroquial de Alt-Kolziglow (actual Kołczygłowy) cerca de Reinfeld. La pareja tuvo tres niños: 
- Marie (1848-1926), se casó con el conde Kuno zu Rantzau en 1878.
- Herbert (1849-1904), diplomático y político.
- Wilhelm (1852-1901), funcionario administrativo.

Sin pretensiones y profundamente religiosa, Johanna fue una amiga leal y un apoyo esencial durante la carrera de su esposo. Aunque Otto von Bismarck nunca superó por completo su amor por la difunta Marie von Thadden e incluso entabló una apasionada aventura con la princesa Katharina Orlowa, esposa del enviado ruso Nikolay Alexeyevich Orlov, su matrimonio con Johanna resultó ser feliz. La considerable influencia de Johanna en la política de su marido está documentada por su voluminosa correspondencia; sin embargo, rivalizaba con perspicaces salonnières liberales como la condesa Marie von Schleinitz. 
Johanna murió el 27 de noviembre de 1894 en la mansión Bismarck en Varzin (Warcino), a los 70 años. Su esposo hizo construir una capilla en el parque Varzin, donde fue enterrada. Más tarde, sus restos mortales fueron transferidos al mausoleo de Bismarck en Friedrichsruh.